# برايس ميلر
برايس ميلر (بالإنجليزية: Bryce Miller)‏ هو سائق سيارة سباق ومهندس أمريكي، ولد في 26 يوليو 1982 في هونولولو في الولايات المتحدة.

## روابط خارجية
- برايس ميلر على موقع DriverDB.com (الإنجليزية)